# Chin (juego de naipes)
Chin o Yin es un juego de naipes que se juega de a dos jugadores. Para comenzar, se deben tocar ambos mazos de cartas; de lo contrario, no será válido.
Su origen es incierto, teniendo sus primeras apariciones en Canelones, Uruguay. Finalmente consolidando el nombre y reglas en el Liceo Medanos de Solymar, entre los años 2018 y 2020.

## Comienzo
Puntos para la preparación:
- Se utiliza el mazo de 50 naipes.
- No se utilizan elementos para anotar.

- Se divide la baraja entre los jugadores.

- Está permitido usar dos mano para colocar cartas

- El jugador siempre deberá sacar la primera carta del mazo (teniendo en cuenta que el mazo se utiliza boca abajo, se saca la de arriba).
- Cada jugador coloca cuatro cartas en frente suyo. En el caso de sacar dos cartas con el mismo número, se deben agrupar en un montón del mismo número, y el espacio que quedó libre puede ser ocupado por otra carta de su baraja. Es importante que el jugador vaya rellenando con una carta de su montón el espacio que quede vacío al utilizar las cartas que lo ocupan.

## Transcurso del juego
1. Se colocan dos cartas en paralelo en el medio de la mesa.
2. Se deben colocar sobre alguno de los dos montones una carta que corresponda a sumarle 1 y restarle 1 al número de la carta que está más arriba en cualquiera de los dos montones. 
```
  * Si el número de las cartas de los dos mazos en el medio coinciden, un jugador puede gritar "CHIN", golpeando con la mano entre ambos montones, logrando así que el otro jugador se lleve ambos montones.
  * Si un jugador dice "CHIN" cuando no hay dos cartas iguales, se tiene que llevar todas las cartas. 
  * En caso de que un jugador diga "CHIN" y haya menos de 2 cartas en alguno de los dos mazos se continuará jugando normalmente.
```

3. En el caso de que ninguna de las cuatro cartas de ambos jugadores pueda ser colocada en los mazos del medio, cada jugador coloca la siguiente carta de su montón sobre un mazo y el juego continúa.
4. Si cerca del final del juego ambos jugadores tienen cuatro cartas o menos y no pueden colocar ninguna, deben apresurarse para levantar el mazo que tenga menos cartas, ya que deberán seguir jugando con ese mazo hasta que se acaben las cartas. En caso de que se vuelva a producir el empate, se tendrá que volver a realizar este proceso.
5. Se tira de a una carta, siempre y cuando sea de otro número.
6. Otra forma de desempatar es mezclar ambos mazos y ponerlos boca abajo; luego, levantar una carta de cada mazo y ponerla sobre la mesa como si fuera el comienzo de la partida. En caso de que salgan 2 números iguales, los jugadores podrán decir "CHIN", tocar la mesa y el contrario se llevará esas cartas.

## Final
El juego finaliza cuando uno de los dos jugadores se queda sin cartas.
El ganador será el que no tenga cartas.
No se puede finalizar con un comodín.
Al finalizar el juego, es necesario decir "CHIN FINAL" para que acabe el juego y poner la mano entre los dos mazos pero si el otro pone la mano primero se las lleva el que iba a decir chin final.
En caso de que uno de los jugadores deje la primera carta sobre la mesa, no se descarta esa carta.

## Juegos relacionados
Existe un videojuego inspirado en esta versión del juego que lleva el mismo nombre para iPhone y iPod Touch, donde para hacer 'chin', se debe agitar el dispositivo.